# Tóparti kísértetek
A Tóparti kísértetek (Bag of Bones) Stephen King amerikai író 1998-ban megjelent regénye. Magyarul először az Európa Könyvkiadónál jelent meg a regény, Szántó Judit fordításában, 1999-ben.

## Cselekmény
|  | Alább a cselekmény részletei következnek! |

Mike Noonan, egy ismert és közkedvelt fiatal író egy forró augusztusi napon elveszíti feleségét, aki ráadásul épp a gyermeküket várta, amiről Mike mit sem sejtett. Ettől a naptól kezdve a férfi képtelen akár egyetlen sor szépirodalomra is. Még van ugyan néhány regénye a tarsolyban, de Mike maga is nagyon jól tudja, hogy eljön az a pillanat, amikor ismét el kell kezdenie új műveket gyártania, vagy pályájának végképp befellegzett.
Így aztán négy év elteltével Derryből Castle Rock közelébe, a Sötét Tükör tó partjára költözik, ahol feleségével együtt még évekkel ezelőtt vettek egy nyaralót, amely a Nevető Sara nevet viseli. Mike – aki itt is még vár arra az inspiráló pillanatra, amelyben két mondatnál többet tud papírra vetni – röviddel érkezése után megmenti egy hároméves kislány, egy bizonyos Kyra életét. Megismerkedik vele, és édesanyjával, Mattie-vel, aki elvesztette férjét.
Ettől a naptól kezdve felgyorsulnak az események: Mike úgy dönt, hogy segít mindkettőjükön, mert a gazdag Max Devore, Kyra nagyapja, azzal fenyegeti Mattie-t, hogy elveszi tőle a kislányát. Ráadásul további gondok is felmerülnek: Mike továbbra is képtelen az írásra – bár azért költözött a tópartra, hogy sikerrel járjon –, üzeneteket hall és olvas a házban, és két nőről álmodik, akik már mindketten meghaltak: feleségéről, Joról és Sara Tidwellről, arról az énekesnőről, akiről elnevezték Mike és Jo nyaralóját.
A történet zöme két fiktív városban, illetve annak közelében zajlik: Derryben és Castle Rock környékén. Ebből kifolyólag jó néhány szereplővel találkozhatunk, akik ismerősek lehetnek más Stephen King-regényekből, mint például az Az, a Nem jön szememre álom vagy a Hasznos Holmik címűekből.
|  | Itt a vége a cselekmény részletezésének! |

## Magyarul
- Tóparti kísértetek; ford. Szántó Judit; Európa, Bp., 1999